# Wybory prezydenckie we Francji w 1974 roku

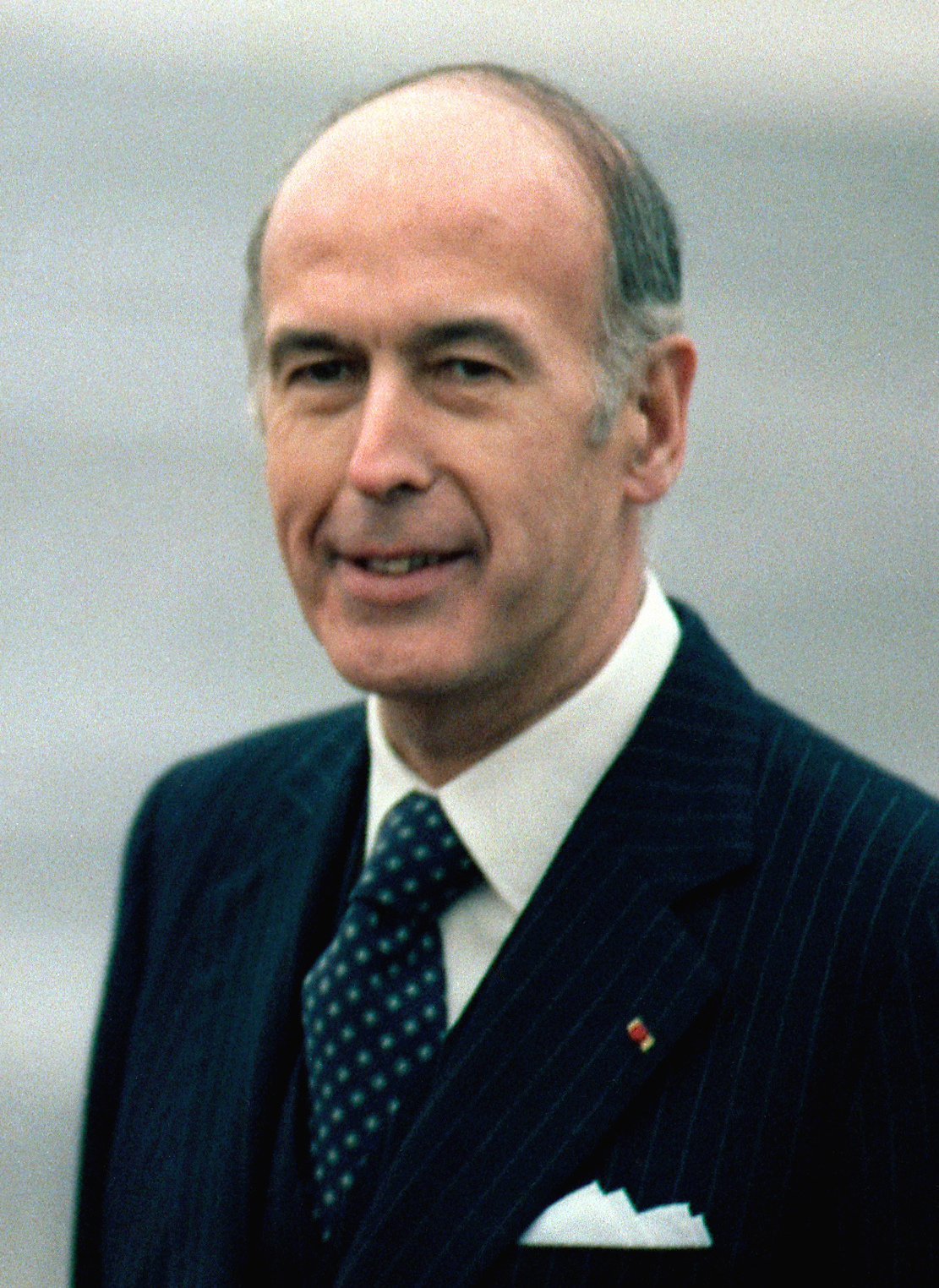
Valery Giscard d’Estaing

Wybory prezydenckie we Francji roku 1974, podobnie jak poprzednią elekcję z roku 1969, uznać można za wybory przedterminowe, gdyż urzędujący prezydent Georges Pompidou zmarł po pięciu latach sprawowania rządów w Pałacu Elizejskim. Podobnie jak poprzednim razem tymczasowym prezydentem (franc. President Par Interim) z urzędu został konkurent Pompidou w drugiej turze Alain Poher, który tym razem nie kandydował.

## Czołowi kandydaci

### Jacques Chaban Delmas
Były premier (1969-1972), który niemal automatycznie został przywódcą gaullistów po śmierci prezydenta. Chaban miał za sobą, mimo niezbyt jak na polityka zaawansowanego wieku (urodzony w 1915), bogatą karierę. Był kilkakrotnie ministrem w okresie IV Republiki (choć pozostał niezmiennie lojalny wobec generała Charles’a de Gaulle’a i wydatnie przyczynił się do jego powrotu do władzy w roku 1958). Ponadto w latach 1958-1969 był pierwszym przewodniczącym Zgromadzenia Narodowego Piątej Republiki oraz merem Bordeaux (1947-1995, nie pobity dotychczas rekord we francuskiej polityce). W czasie wojny był członkiem ruchu oporu i dosłużył się stopnia generała brygady. To właśnie on przyjmował kapitulację niemieckiego garnizonu Paryża w 1944.
Chaban należał do tzw. liberalnych lub lewicowych gaullistów, którzy popierali ideę partycypacji de Gaulle’a. Potem, jako premier, próbował realizować nowoczesne koncepcję, co skonfliktowało go z konserwatystą Pompidou, który zastąpił go w 1972 Pierre’em Messmerem.
Pozycję tego dobrze znanego i popularnego polityka wyraźnie osłabił już na starcie fakt, iż rozpoczął kampanię jeszcze przed pogrzebem Pompidou, a także „bunt” tzw. Klanu Pompidoulistów pod wodzą młodego członka rządu Jacques’a Chiraca.

### Francois Mitterrand
Ten przedstawiciel lewicy socjalistycznej był również dobrze znaną, popularną, ale i kontrowersyjną figurą na francuskiej scenie politycznej. W okresie IV Republiki wielokrotnie pełnił urząd ministra w różnych gabinetach. Przy dojściu de Gaulle’a do władzy w 1958 poparcia udzielili mu wszyscy znaczący politycy, poza komunistami i właśnie Mitterrandem, który oświadczył, iż tak długo nie poprze generała, dopóki „nie potępi on puczystów z Algierii”. W okresie V Republiki Mitterrand stopniowo wywindował się na pozycję lidera niekomunistycznej lewicy i, jako jeden z najzaciętszych oponentów nowego rządu, był jej (i komunistów) kandydatem na prezydenta w 1965, przegrywając dopiero w drugiej turze.
W okresie zamieszek w maju 1968 roku Mitterrand nawoływał do rezygnacji de Gaulle’a, rozpisania nowych wyborów i utworzeniu rządu tymczasowego. Jednakże po opadnięciu fali nastrojów i poparcia, udzielonemu gaullistom w wyborach parlamentarnych jego pozycja osłabła i w roku 1969 nie kandydował ponownie. Komuniści wystawili kandydaturę Jacques’a Duclosa, socjaliści Gastona Defferre’a, zaś radykalni socjaliści Michela Rocarda.
Po klęsce Defferre’a i przystąpieniu wielu zwolenników Rocarda wraz z nim samym i powstaniu pod kierownictwem Mitterranda nowej Partii Socjalistycznej, znowu górę wzięła tendencja zjednoczenia całej lewicy z nim jako kandydatem. Sondaże dawały mu duże szanse na wygraną.

### Valery Giscard d’Estaing
Również był politykiem dobrze znanym i doświadczonym (dwukrotny minister finansów). Ale nie posiadał większego zaplecza, jak kandydaci gaullistów i lewicy, poza niewielkim ugrupowaniem Niezależnych Republikanów, którzy popierali rządy de Gaulle’a i Pompidou (na słynnej zasadzie: tak, ale...). Giscard miał opinię polityka dążącego do reform. Był jednocześnie w większym stopniu (jak na warunki francuskie oczywiście) liberałem gospodarczym, ale i społecznym reformatorem (jako prezydent dopuścił możliwość przerywania ciąży i obniżył wiek uprawniający do głosowania). Ponadto cieszył się opinią polityka proeuropejskiego, dążącego do integracji i współpracy we Wspólnocie Europejskiej (dziś określa się jako zwolennik idei Stanów Zjednoczonych Europy) Notabene Mitterrand plasował się pod tym względem bardzo podobnie, czego i on dowiódł potem jako szef państwa.
Giscard początkowo rozważał możliwość ubiegania się o schedę po de Gaulle’u w 1969, ale ostatecznie poparł Pompidou, który na powrót mianował go ministrem finansów. Wedle wielu Giscard chciał ubiegać się o swój mandat po odejściu Pompidou.
Problem małego zaplecza został rozwiązany za sprawą „buntu”, do jakiego doszło wewnątrz partii gaullistowskiej. Bardziej konserwatywni jej członkowie (zwolennicy Pompidou), którym przewodził młody minister Jacques Chirac wprost odmówili poparcia Chabanowi i udzielili go Giscardowi (Chirac został potem jego premierem, ale potem poróżnił się i w taki sam sposób doprowadził do jego porażki w 1981, popierając w drugiej turze Mitterranda).

## Pierwsza tura (5 maja1974)
| Kandydat                 | Partia                               | Liczba głosów | Procent głosów |
| ------------------------ | ------------------------------------ | ------------- | -------------- |
| François Mitterrand      | Partia Socjalistyczna (PS)           | 11 044 373    | 43,24%         |
| Valéry Giscard d’Estaing | Niezależni Republikanie (RI)         | 8 326 774     | 32,60%         |
| Jacques Chaban-Delmas    | Unia Demokratów Republiki (UDR)      | 3 857 728     | 15,10%         |
| Jean Royer               | Związany z gaullistami               | 810 540       | 3,17%          |
| Arlette Laguiller        | Lutte Ouvrière (Walka Robotnicza)    | 595 247       | 2,33%          |
| René Dumont              | Ekolodzy                             | 337 800       | 1,32%          |
| Jean-Marie Le Pen        | Front Narodowy (FN)                  | 190 921       | 0,74%          |
| Émile Muller             | Niezależny                           | 176 279       | 0,69%          |
| Alain Krivine            | Rewolucyjna Liga Komunistyczna (LCR) | 93 990        | 0,36%          |
| Bertrand Renouvin        | Nowa Akcja Rojalistyczna (NAR)       | 43 722        | 0,17%          |
| Jean-Claude Sebag        | Europejscy Federaliści               | 42 007        | 0,16%          |
| Guy Héraud               | Europejscy Federaliści               | 19 255        | 0,07%          |

## Druga tura (19 maja1974)
| Prezydent:  | Valéry Giscard d’Estaing       | Valéry Giscard d’Estaing        |                     |
| Przeciwnik: | François Mitterrand            | François Mitterrand             | François Mitterrand |
| Głosy:      | Zwycięzca: 13 396 203 (50,81%) | Przeciwnik: 12 971 604 (49,19%) |                     |